# Cristóbal Cubilla
Cristóbal Cubilla Delgadillo (né le 1er janvier 1962 à Asuncion au Paraguay), est un joueur devenu entraîneur de football paraguayen.

## Biographie

### Carrière de joueur
Il a commencé sa carrière dans le club de l'Independiente de Campo Grande. À la suite de bonnes performances, il signe avec le club Cerro Porteno pour 4 ans de 1982 à 1986, année où il rejoint le Sol de America (avec qui il termine champion du Paraguay, dernier sacre du club).
En 1987, il signe au Club Necaxa au Mexique, avant de s'engager l'année suivante à l'Once Caldas en Colombie pour la saison 1988-1989.
En 1990, il part jouer au Club Olimpia, avec qui il remporte la coupe du Paraguay ainsi que la Coupe Nehru en Inde, la Copa Libertadores contre le Barcelone SC à Guayaquil, la Recopa Sudamericana. Ils furent également finalistes de la Coupe intercontinentale, perdue face à l'AC Milan de Rijkaard, à Tokyo au Japon.
L'année suivante, toujours avec Club Olimpia, il perd la finale de la Copa Libertadores 1991 face à Colo Colo. La même année, il fut finaliste malheureux de la Copa Interamericana contre le Club Americaau Stade Azteca.
En 1992, il fut l'objet d'un prêt gratuit au Club Libertad, où il perd la finale de la Coupe du Paraguay face à son ancien club, le Cerro Porteno. En 1993, il retourne à l'Olimpia pour la première partie du championnat puis termine le championnat à la 3e place avec Club Guarani.
En 1995, il joua en D2 avec Club Atletico Tembetary, avec qui il fut sacré champion, assurant ainsi la montée en première division paraguayenne. La saison suivante, il rejoint le Club Melgar, à Arequipa au Pérou. En 1997, il quitte le continent sud-américain pour la première fois et s'engage au Shanghai Shenhua en Chine.
Il annonça sa retraite sur la chaine ABC football à Foz do Iguaçu au Paraná, où il participait à un tournoi de football brésilien.

### Carrière d'entraîneur
Après une carrière plutôt réussie en tant que joueur de football professionnel, il passa ses diplômes d'entraîneur et commença sa carrière de directeur technique en faisant ses débuts dans les équipes de jeunes de son ancien club du Club Olimpia entre les années 2002 et 2004. La première année fut concluante, où il termina vice-champion avec les moins de 20 ans. La seconde année, il remporta le championnat du Paraguay des moins de 17 ans, le tout en restant invaincu tout au long de sa saison. L'année suivante, avec les moins de 18 ans, il fut champion du championnat d'ouverture mais termina second du championnat de clôture.
En 2004, il a prend les rênes du Club Hijos de Mayo de la Liga Villetana. La saison suivante, il prend en charge le Club Valois puis rejoint la même année le Club Atlantida en deuxième division du Paraguay.
En 2006, il goûte au championnat argentin en duo avec son cousin Rolando Chilavert avec le Club Patria de Formosa. Lors du championnat d'ouverture de l'année 2007, il a dirigé le club de Pedro Juan Caballero en première division du Paraguay. Il termine le championnat de clôture avec son club formateur, le Club Independiete de Campo Grande.
Le 3 février 2008, il entraîne le club de sa ville natale, et permet le maintien en D1, alors en danger de relégation. En 2009, il rejoint le Sport Huancayo au Pérou, une équipe nouvellement promue, où il qualifia le club pour une place historique en Copa Sudamericana 2010. L'année suivante, il continue de diriger cette équipe, assurant le maintien de celle-ci en première division.
En 2011, il devient l'entraîneur du Paraná Clube, avec qui il devient champion d'État et obtient une promotion en Série B. En championnat de clôture 2011, il fut le consultant sportif du Club Tacuary, avec qui il obtient une nouvelle qualification pour la Copa Sudamericana 2012. En 2012, il prend la tête du Club Independiente de Campo Grande en première division paraguayenne.
Il a déclaré récemment son amour au football français lors d'une interview.